# Клейнерт, Адольф Фридрих
Адольф Фридрих Клейнерт (1802—1834) — прусский протестантский богослов и педагог, профессор Императорского Дерптского университета.

## Биография
Родился 28 августа 1802 года[по какому календарю?] в Восточной Пруссии в Лётцене (ныне Гижицко, Польша). Учился сперва в Фридрихшуле, затем в Кёнигсбергском университете, курс теологического факультета которого, он окончил в 1825 году.
Сначала Клейнерт работал домашним репетитором в Кёнигсберге, затем стал членом проповеднической семинарии в Виттенберге.
В 1829 году он был избран профессором Дерптского университета по кафедре Ветхого Завета и еврейского языка и оставался на этом месте до самой своей смерти последовавшей от болезни лёгких 28 февраля 1834 года[по какому календарю?], на 32-м году жизни.
В течение своей короткой сознательно жизни он тем не менее успел издать несколько научных трудов; наиболее известные: «Ueber die Echtheit sämmtlicher in dem Buche Jesaia enthaltenen Weissagungen», 1829; «Ueber die Entstehung, die Bestandtheile und das Alter der Bücher Esra und Nehemia» в «Dorpater Beiträgen zu den theologischen Wissenshaften, 1832», I и «Ueber den Regierungsnatritt des Artaxerxes Longimanus» в том же издании, за 1833 год.